# Empleador
Empleador o patrono es, en un contrato de trabajo, la parte que provee pago de una remuneración o salario. La otra parte del contrato se denomina «trabajador» o empleado.

## Relaciones con otros términos emparentados (empresario, empresa, capitalista, inversor)
El vocablo «empleador» está originado en las relaciones laborales. El empleador es aquel que crea uno o varios puestos de trabajo y los ofrece con el fin de que sean ocupados por trabajadores bajo su mando, y a través de un contrato laboral.
En algunas ocasiones se confunde «empleador» con «empresa», aunque estrictamente los términos difieren considerablemente, porque la empresa también está integrada por los trabajadores que pertenecen a ella, a la vez que la expresión incluye los activos de la misma y empleados jerárquico (gerentes y directores) que no son empleadores.
El término «empleador» también se identifica con «capitalista» o «inversor». Sin embargo ambos también registran diferencias notables, desde el momento que un capitalista o un inversor, suelen no conocer en detalle la gestión de las empresas en las que invierten, e incluso pueden ser personas sin capacidad jurídica (niños, inhabilitados, etc.).
El empleador, a diferencia del trabajador, puede ser tanto una persona física como una persona jurídica.

## Funciones económicas y sociales
Por definición, la función primordial de un empleador es crear, mantener y ofrecer empleo, en el sentido de puestos de trabajo. Ese empleo debe ser libre y decente.
Las funciones económicas y sociales del empleador, pueden finalmente entrar en colisión con las funciones del inversor o capitalista, cuyo objetivo principal no es crear y mantener puestos de trabajo, sino obtener una ganancia sobre el capital invertido. Como en algunas ocasiones es posible obtener ganancia destruyendo empleo, las funciones de uno y otro, en este caso entran en conflicto. En muchas ocasiones el empleador y el inversor suelen ser la misma persona, o aquel depender de este.

## Asociaciones de empleadores
Como grupo de presión que puede alterar el funcionamiento de un mercado libre, son objeto del mismo recelo que los sindicatos de trabajadores para los teóricos de la liberalismo económico, desde Adam Smith.
Su diferencia es notable con los gremios propios del Antiguo Régimen, donde al menos en apariencia los maestros compartían con oficiales e incluso aprendices los mismos intereses económicos.
Por tanto, la patronal es una institución que encuentra su razón de ser con el surgimiento de un empresario capitalista que tenga una clara conciencia de sus intereses, contrapuestos a los de los trabajadores; y que de algún modo debe salvar la contraposición de intereses que la competencia de un mercado libre le hace tener con el resto de empresarios, y sobre todo le permita tener fuerza de negociación o presión sobre los gobiernos, cuya actividad es vital para sus actividades y les proporciona la unidad de objetivos necesaria.